# アラモの砦
『アラモの砦』（アラモのとりで、The Last Command）は、1955年に公開されたアメリカ合衆国の西部劇映画。監督フランク・ロイド。出演スターリング・ヘイドン、アナ・マリア・アルバゲッティ、リチャード・カールソン、アーサー・ハニカット、アーネスト・ボーグナイン、J・キャロル・ネイシュ。ジェームズ・ボウイの生涯とアラモの戦いを元にしている。

## キャスト
| 役名                 | 俳優                           | 日本語吹替                                      |
| 役名                 | 俳優                           | 日本テレビ版                                    |
| -------------------- | ------------------------------ | ----------------------------------------------- |
| ジム・ボーウイ       | スターリング・ヘイドン         | 家弓家正                                        |
| コンスエラ           | アナ・マリア・アルバゲッティ、 | 渋沢詩子                                        |
| トラビス             | リチャード・カールソン         | 林昭夫                                          |
| デイビー・クロケット | アーサー・ハニカット           | 高城淳一                                        |
| ジェブ               | ベン・クーパー                 | 朝戸正明                                        |
| ケサーダ             | エドワード・フランツ           | 真木恭介                                        |
| マイク・ラディン     | アーネスト・ボーグナイン       | 雨森雅司                                        |
| サンタナ             | J・キャロル・ネイシュ          | 村松為久                                        |
| ベン                 | ジム・デイヴィス               | 青野武                                          |
| ディスキンス中尉     | ジョン・ラッセル               | 諏訪孝二                                        |
| ディキンスン夫人     | ヴァージニア・グレイ           | 渡辺知子                                        |
| ヒューストン         | ヒュー・サンダース             | 若山弦蔵                                        |
| 馬丁                 |                                | 安藤康三                                        |
| 商人                 |                                | 藤岡琢也                                        |
| トマス               |                                | 井上三千男                                      |
| ファン               |                                | 和田啓                                          |
| 衛兵                 |                                | 水木慧                                          |
| 医師                 |                                | 今橋恒                                          |
| 牧師                 |                                | 依田英二                                        |
| 大佐                 |                                | 外池宏治                                        |
| 男(1)                |                                | 大宮悌二                                        |
| 男(2)                |                                | 緑川稔                                          |
| 男(3)                |                                | 鎗田順吉                                        |
| ナレーション         | N/A                            | 新井和夫                                        |
|                      |                                |                                                 |
| 演出                 | 演出                           | 好川純                                          |
| 翻訳                 | 翻訳                           | 佐藤一公                                        |
| 効果                 | 効果                           | 小松プロダクション                              |
| 調整                 |                                |                                                 |
| 制作                 | 制作                           | 東京プロモーション                              |
| 解説                 |                                |                                                 |
| 初回放送             | 初回放送                       | 1963年10月27日 『日曜ロードショー』 20:00-21:26 |